# مکعب ۲: ابرمکعب
مکعب ۲: ابرمکعب (به انگلیسی: Cube 2: Hypercube) یک فیلم مستقل کانادایی در سبک علمی–تخیلی معمایی و وحشت روان‌شناختی به نویسندگی شان هود و کارگردانی آندژی سکووا محصول سال ۲۰۰۲ است. این دومین قسمت از مجموعه فیلم‌های مکعب، و دنبالهٔ فیلم مکعب (۱۹۹۷) به‌شمار می‌رود. از بازیگران این فیلم می‌توان به کری مچت، گرینت وین دیویس، گریس لین کونگ، متیو فرگوسن و نیل کرون اشاره کرد.
هشت غریبه بدون هیچ زمینه و حافظهٔ قبلی خود را در اتاق‌هایی به شکل مکعب‌های گیج‌کننده پیدا می‌کنند که در آن قوانین فیزیک همیشه صدق نمی‌کند.

## بازیگران
- کری مچت در نقش کِیت فیلمور، او یک روان‌درمان و دلسوزترین شخصیت در گروه است.
- گرینت وین دیویس در نقش سایمون گریدی، کارآگاهی خصوصی که هدف او پیدا کردن زنی گمشده به نام بکی یانگ است.
- گریس لین کونگ در نقش ساشا/الکس تراسک، یک دختر نوجوان نابینا و هکری فوق حرفه‌ای.
- نیل کرون در نقش جری وایت‌هال، او مهندسی است که کار بر روی باز شونده لمسی درهای ابرمکعب را بر عهده داشته است.
- متیو فرگوسن در نقش مکث ریزلر، یک هکر کامپیوتر و توسعه‌دهنده بازی‌های ویدئویی.
- لیندزی کانل در نقش جولیا سیول، وکیل دفاع لس آنجلس.
- بوروس گری در نقش سرهنگ توماس اچ. مگوایر.
- باربارا گوردن در نقش خانم پِیلی، یک ریاضیدان نظری بازنشسته که سابقاً برای آیزان کار می‌کرده.